# Premio Bram Stoker al romanzo
Il premio Bram Stoker al romanzo (Bram Stoker Award for Superior Achievement in a Novel) è un premio letterario assegnato dal 1987 dalla Horror Writers Association (HWA) ad un romanzo dell'orrore di qualità superiore (Superior Achievement in a Novel e non Best Novel).

## Albo d'oro

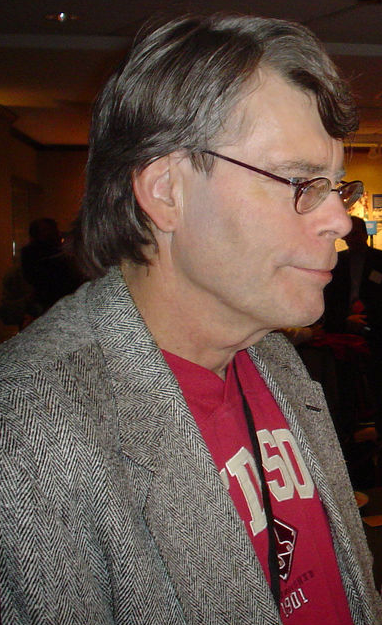
Stephen King

L'anno si riferisce al periodo di pubblicazione preso in considerazione, mentre i premi sono assegnati l'anno successivo.
I vincitori sono indicati in grassetto, a seguire gli altri candidati.

### Anni 1987-1989
- 1987: Misery di Stephen King ex aequo Tenebre (Swan Song) di Robert McCammon
  - Ragazze vive (Live Girls) di Ray Garton
  - Unassigned Territory di Kem Nunn
  - Ash Wednesday di Chet Williamson
- 1988: Il silenzio degli innocenti (The Silence of the Lambs) di Thomas Harris
  - Il drive-in (The Drive-In: A “B” Movie with Blood and Popcorn, Made in Texas) di Joe R. Lansdale
  - La carne (Flesh) di Richard Laymon
  - L'invasione (Stinger) di Robert McCammon
  - La regina dei dannati (The Queen of the Damned) di Anne Rice
  - Black Wind di F. Paul Wilson
- 1989: Danza macabra (Carrion Comfort) di Dan Simmons
  - Cuori sgozzati (Geek Love) di Katherine Dunn
  - In a Dark Dream di Charles L. Grant
  - Mezzanotte (Midnight) di Dean Koontz
  - L'ora del lupo (The Wolf's Hour) di Robert McCammon

### Anni 1990-1999

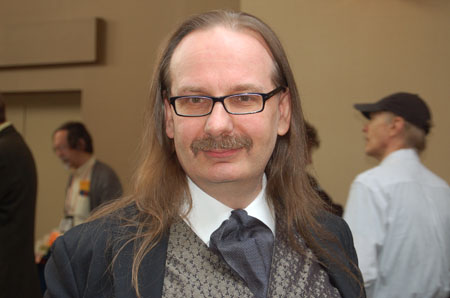
Kim Newman.

- 1990: Mary Terror (Mine) di Robert McCammon
  - Una stagione selvaggia (Savage Season) di Joe R. Lansdale
  - Il luna park dell'orrore (Funland) di Richard Laymon
  - Reign di Chet Williamson
- 1991: Il ventre del lago (Boy's Life) di Robert McCammon
  - Il taumaturgo (The M.D.) di Thomas M. Disch
  - Cose preziose (Needful Things) di Stephen King
  - Terre desolate (The Dark Tower III: The Waste Lands) di Stephen King
  - L'estate della paura (Summer of Night) di Dan Simmons
- 1992: Blood of the Lamb di Thomas F. Monteleone
  - Homecoming di Matthew Costello
  - Deathgrip di Brian Hodge
  - Cuore nero (Hideaway) di Dean Koontz
  - I figli della paura (Children of the Night) di Dan Simmons
- 1993: The Throat di Peter Straub
  - Anno Dracula di Kim Newman
  - La vittima n. 21 (Blackburn) di Bradley Denton
  - Drawing Blood di Poppy Z. Brite
  - The Summoning di Bentley Little
- 1994: Dead in the Water di Nancy Holder
  - L'alienista (The Alienist) di Caleb Carr
  - Gli artigli degli angeli (From the Teeth of Angels) di Jonathan Carroll
  - Insomnia di Stephen King
  - Il garzone del macellaio (The Butcher Boy) di Patrick McCabe
- 1995: Zombie di Joyce Carol Oates
  - Widow di Billie Sue Mosiman
  - Deadrush di Yvonne Navarro
  - Bone Music di Alan Rodgers
- 1996: Il miglio verde (The Green Mile) di Stephen King
  - Cadavere squisito (Exquisite Corpse) di Poppy Z. Brite
  - Crota di Owl Goingback
  - The Hellfire Club di Peter Straub
- 1997: Children of the Dusk di Janet Berliner e George Guthridge
  - Il santuario delle ragazze morte (The Church of Dead Girls) di Stephen Dobyns
  - My Soul to Keep di Tananarive Due
  - Earthquake Weather di Tim Powers
- 1998: Mucchio d'ossa (Bag of Bones) di Stephen King
  - L'uomo che amava le tenebre (Fear Nothing) di Dean Koontz
  - Darker Angels di S.P. Somtow
  - Fog Heart di Thomas Tessier
- 1999: Mr. X di Peter Straub
  - Darker than Night di Owl Goingback
  - Hannibal di Thomas Harris
  - Uomini bassi in soprabito giallo (Low Men in Yellow Coats) di Stephen King
  - Hexes di Tom Piccirilli

### Anni 2000-2009
- 2000: Il Circo dei Vampiri (The Traveling Vampire Show) di Richard Laymon
  - The Indifference of Heaven di Gary A. Braunbeck
  - Silent Children di Ramsey Campbell
  - The Licking Valley Coon Hunters Club di Brian A. Hopkins
  - The Deceased di Tom Piccirilli
- 2001: American Gods (American Gods) di Neil Gaiman
  - Ritornati dalla polvere (From the Dust Returned) di Ray Bradbury
  - The Lost di Jack Ketchum
  - La casa del buio (Black House) di Stephen King e Peter Straub
- 2002: The Night Class di Tom Piccirilli
  - The Hour Before Dark di Douglas Clegg
  - Buick 8 (From a Buick 8) di Stephen King
  - Ninna nanna (Lullaby) di Chuck Palahniuk
  - Amabili resti (The Lovely Bones) di Alice Sebold
- 2003: Lost Boy, Lost Girl di Peter Straub
  - I lupi del Calla (The Dark Tower V: Wolves of the Calla) di Stephen King
  - Serenity Falls di James A. Moore
  - The Night Country di Stewart O'Nan
  - A Choir of Ill Children di Tom Piccirilli
- 2004: In the Night Room di Peter Straub
  - The Wind Caller di P. D Cacek
  - La Torre Nera (The Dark Tower VII: The Dark Tower) di Stephen King
  - Deep in the Darkness di Michael Laimo
- 2005: Creepers di David Morrell ex aequo Dread in the Beast di Charlee Jacob
  - Keepers di Gary A. Braunbeck
  - November Mourns di Tom Piccirilli
- 2006: La storia di Lisey (Lisey's Story) di Stephen King
  - Headstone City di Tom Piccirilli
  - Ghost Road Blues di Jonathan Maberry
  - Pressure di Jeff Strand
  - Prodigal Blues di Gary A. Braunbeck
- 2007: Virus: lasciatevi contagiare dalla paura (The Missing) di Sarah Langan
  - The Guardener's Tale di Bruce Boston
  - La scatola a forma di cuore (Heart-Shaped Box) di Joe Hill
  - The Witch's Trinity di Erika Mailman
  - La scomparsa dell'Erebus (The Terror) di Dan Simmons
- 2008: Duma Key di Stephen King
  - Coffin County di Gary Braunbeck
  - The Reach di Nate Kenyon
  - Johnny Gruesome di Gregory Lamberson

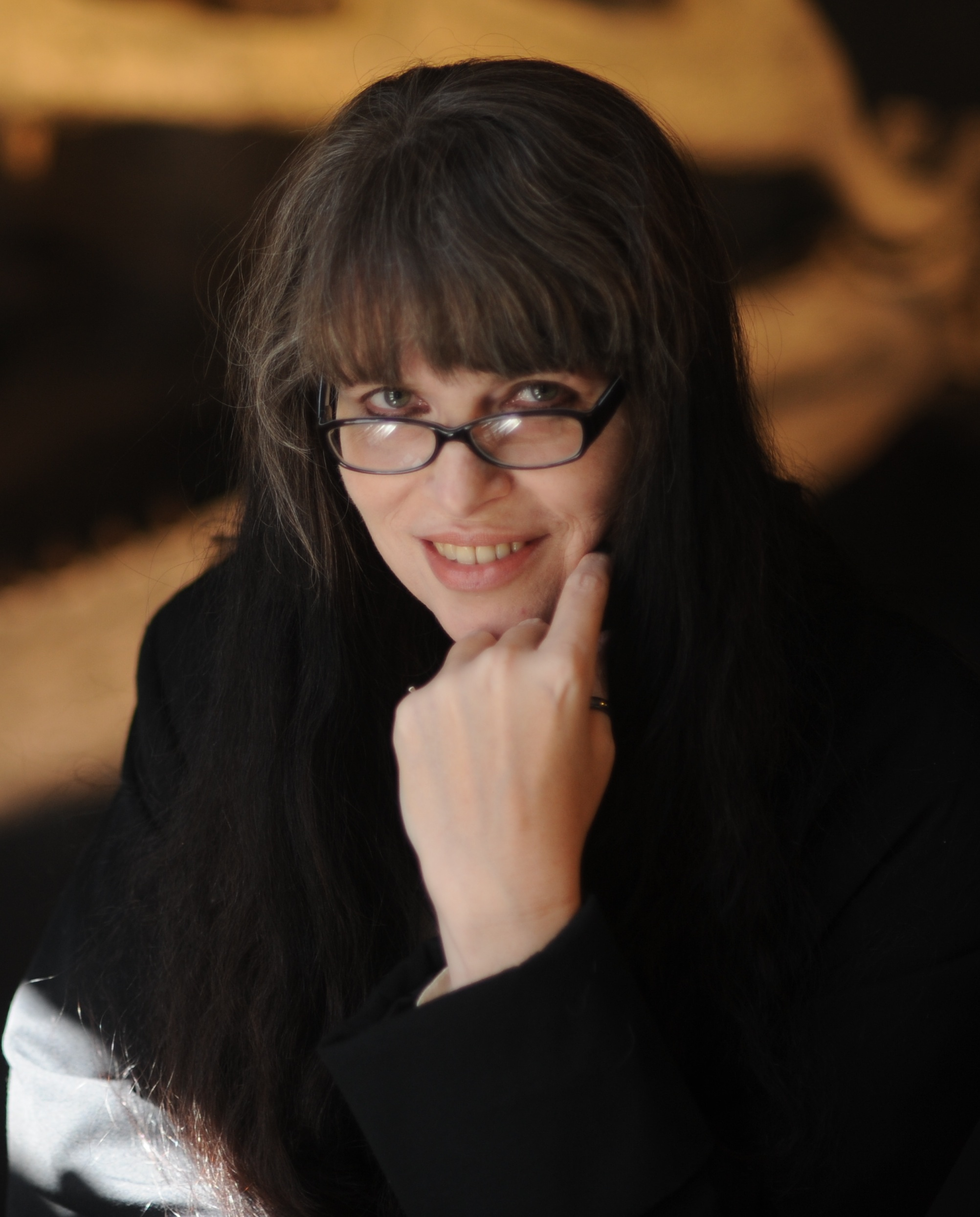
Caitlín R. Kiernan

- 2009: Audrey's Door di Sarah Langan
  - Patient Zero di Jonathan Maberry
  - Quarantined di Joe McKinney
  - Cursed di Jeremy C. Shipp

### Anni 2010-2019
- 2010: La cosa oscura (A Dark Matter) di Peter Straub
  - La vendetta del diavolo (Horns) di Joe Hill
  - Rot and Ruin di Jonathan Maberry
  - Dead Love di Linda Watanabe McFerrin
  - Apocalypse of the Dead di Joe McKinney
  - Dweller di Jeff Strand
- 2011: Flesh Eaters di Joe McKinney
  - A Matrix Of Angels di Christopher Conlon
  - Cosmic Forces di Greg Lamberson
  - Floating Staircase di Ronald Malfi
  - Not Fade Away di Gene O'Neill
  - The German di Lee Thomas
- 2012: The Drowning Girl di Caitlin R. Kiernan
  - Bottled Abyss di Benjamin Kane Ethridge
  - Nightwhere di John Everson
  - Inheritance di Joe Mckinney
  - The Haunted di Bentley Little
- 2013: Doctor Sleep di Stephen King
  - NOS4A2 di Joe Hill
  - Malediction di Lisa Morton
  - A Necessary End di Sarah Pinborough e F. Paul Wilson
  - The Heavens Rise di Christopher Rice
- 2014: Blood Kin di Steve Rasnic Tem
  - Suffer the Children di Craig DiLouie
  - Jade Sky di Patrick Freivald
  - Beautiful You di Chuck Palahniuk
  - The Vines di Christopher Rice
- 2015: Nel buio della mente (A Head Full of Ghosts) di Paul G. Tremblay
  - The Scarlet Gospels di Clive Barker
  - The Deep di Michaelbrent Collings
  - The Cure di JG Faherty
  - Black Tide di Patrick Freivald
- 2016: The Fisherman di John Langan
  - Hard Light: A Cass Neary Crime Novel di Elizabeth Hand
  - Mongrels di Stephen Graham Jones
  - Stranded: A Novel di Bracken MacLeod
  - Disappearance at Devil's Rock di Paul Tremblay
- 2017: Ararat di Christopher Golden
  - Sleeping Beauties di Stephen King e Owen King
  - Black Mad Wheel di Josh Malerman
  - I Wish I Was Like You di S.P. Miskowski
  - Ubo di Steve Rasnic Tem
- 2018: La casa alla fine del mondo (The Cabin at the End of the World) di Paul G. Tremblay
  - The Hunger di Alma Katsu
  - Glimpse di Jonathan Maberry
  - Unbury Carol di Josh Malerman
  - Dracul di Dacre Stoker e J. D. Barker
- 2019: Coyote Rage di Owl Goingback
  - Inspection di Josh Malerman
  - Into the Ashes di Lee Murray
  - Wanderers di Chuck Wendig
  - The Worst Is Yet to Come di S. P. Miskowski

### Anni 2020-2029
- 2020: Gli unici indiani buoni (The Only Good Indians) di Stephen Graham Jones[1]
  - The Deep di Alma Katsu
  - Mexican Gothic di Silvia Moreno-Garcia
  - Devil's Creek di Todd Keisling
  - Malorie di Josh Malerman
- 2021: My Heart is a Chainsaw di Stephen Graham Jones[2]
  - The Queen of the Cicadas di V. Castro
  - The Final Girl Support Group di Grady Hendrix
  - Children of Chicago di Cynthia Pelayo
  - The Book of Accidents di Chuck Wendig
- 2022: The Devil Takes You Home di Gabino Iglesias[3]
  - The Fervor di Alma Katsu
  - Reluctant Immortals di Gwendolyn Kiste
  - Daphne di Josh Malerman
  - Sundial di Catriona Ward
- 2023: The Reformatory di Tananarive Due[4]
  - Vendesi casa infestata (How to Sell a Haunted House) di Grady Hendrix
  - Don’t Fear the Reaper di Stephen Graham Jones
  - Lone Women di Victor LaValle
  - Camp Damascus di Chuck Tingle
  - Black River Orchard di Chuck Wendig